# 670 v. Chr.
Portal Geschichte | Portal Biografien | Aktuelle Ereignisse | Jahreskalender | Tagesartikel

◄ |
8. Jahrhundert v. Chr. |
7. Jahrhundert v. Chr. |
6. Jahrhundert v. Chr. |
►

◄ | 690er v. Chr. | 680er v. Chr. | 670er v. Chr. | 660er v. Chr. |
650er v. Chr. |
►

◄◄ | ◄ | 673 v. Chr. | 672 v. Chr. | 671 v. Chr. | 670 v. Chr. |
669 v. Chr. |
668 v. Chr. |
667 v. Chr. |
► |
►►

## Ereignisse

### Wissenschaft und Technik
- 11. Regierungsjahr des babylonischen Königs Asarhaddon (680 bis 669 v. Chr.): Im babylonischen Kalender fiel das babylonische Neujahr des 1. Nisannu auf den 3.–4. April[1]; der Vollmond im Nisannu auf den 17.–18. April[1] und der 1. Tašritu auf den 28.–29. September[1].[2]